# Сад желаний
«Сад жела́ний» — советская лирическая кинодрама 1987 года режиссёра Али Хамраева о хрупкости и эфемерности человеческого счастья. История последнего предвоенного лета трёх сестёр.

## Сюжет
1941 год. Три сестры приезжают в начале лета к бабушке в деревню. Мир представляется им огромным «садом желаний», все ждут с нетерпением дня рождения Аси, которую не покидает предчувствие надвигающейся беды. Съезжаются гости, но нет родителей. Ася пока не знает, что отец объявлен «врагом народа», и что война совсем близко…
— анонс «Мосфильма»

## В ролях
- Марианна Велижева — Ася
- Ирина Шустаева — Валерия, старшая сестра
- Ольга Зархина — Томка, младшая сестра
- Галина Макарова — бабушка
- Михаил Брылкин — дед
- Игорь Донской — Иннокентий
- Александр Феклистов — Павел
- Юрий Павлов — Лихо
- Хикмат Гуляев — товарищ Павла
- Марианна Высочина — Валька-почтальонша
- Сергей Карленков — Сергей
- Лев Прыгунов — Кирилл, отец Леры и Томы
- Пётр Колбасин — Иван, дядя Аси
- Петр Голумбевский — Николай
- Светлана Тормахова — мать Аси
- Кира Муратова — колдунья

## Съёмочная группа
- Режиссёр: Али Хамраев
- Автор сценария: Сергей Лазуткин
- Оператор: Владимир Климов
- Художники-постановщики: Парвиз Теймуров, Виктор Зенков
- Звукооператор: Лилия Тереховская
- Комбинированные съёмки:
  - оператор: Александр Ренков
  - художник: Зоя Морякова
- Монтажёр: Вера Остринская
- Директор: Людмила Габелая

## Съёмки
Большая часть фильма снималась в Пушкиногорском районе Псковской области летом 1987 года — напротив Михайловского, в деревне Дедовцы.
 Некоторые эпизоды снимались в усадьбе Строгановых Волышово.
В фильме использована музыка Баха.

## Отзывы
Тема противоестественности насилия, предательства, подлости, войны, тема трагедии человеческого неведения и страха звучит в картине в полный голос.
— Александр Фёдоров, «Кино» № 7 1988

«Сад желаний» Али Хамраева — одно из самых значительных явлений «перестроечного», так сказать, кино. Прежде всего потому, что это явление полноценно художественное, позволяющее оценивать себя без скидок на важность темы и трудность преодолеваемых обстоятельств. И потому ещё, что главное в фильме — исследование человеческой души, то есть то, чем и должно заниматься искусство.
— Александр Липков, «Советский экран» № 4 1989

## Комментарии
1. ↑  Из книги Льва Прыгунова «По ту сторону камеры»: «В июле 1987 года я снимался в Пушкинских горах в фильме Али Хамраева „Сад желаний“. 1.8.1987 первый съёмочный день — один кадр. Утром прогулка с Володей Герасимовым (прототип Митрофанова у Довлатова) в Тригорское. Ночью прогулка с Герасимовым в Михайловское. Жизнь просто сказочная — весёлая, здоровая, интересная…»